# Phoebe Spoors
Phoebe Spoors, född 11 augusti 1993 i Christchurch, är en nyzeeländsk roddare. Hennes syster Lucy Spoors är också roddare.

## Karriär
Phoebe Spoors ingick i det nyzeeländska laget som tog brons i fyra utan styrman vid olympiska sommarspelen 2024.